# Problema de Stefan
En matemáticas, un Problema de Stefan es un tipo específico de problema de condición de contorno para una ecuación en derivadas parciales, adaptado al caso en que la frontera de cambio de fase se desplaza en el tiempo. Este tipo de problema es particularmente importante en el campo de las transiciones de fase en la materia. Debe su nombre a Josef Stefan, el físico esloveno que descubrió el tipo genérico de estos problemas hacia 1890, al estudiar problemas de formación de hielo. El tema había sido considerado previamente en 1831, por Lamé y Clapeyron.
Los problemas de Stefan son ejemplos de problemas con condiciones de contorno libre para ecuaciones parabólicas. La condición de Stefan es la expresión en función de la variación de temperatura de la conservación de la energía, en el punto del cambio de fase.

## Formulación matemática

### El problema de Stefan unidimensional de una fase
Sea un bloque de hielo semi-infinito unidimensional inicialmente a la temperatura de fusión u ≡ 0 para x ∈ [0, +∞). Un flujo de calor f(t) es provisto en la frontera izquierda del dominio lo que produce el derretimiento del bloque resultando un segmento [0, s(t)] de agua líquida.  La longitud de la zona derretida de hielo del bloque, expresada como s(t), es una función desconocida del tiempo; la solución del problema de Stefan es encontrar  u y s tales que
{\displaystyle {\begin{aligned}{\frac {\partial u}{\partial t}}&={\frac {\partial ^{2}u}{\partial x^{2}}}&&{\text{en }}\{(x,t):0<x<s(t),t>0\},&&{\text{la ecuación del calor}},\\-{\frac {\partial u}{\partial x}}(0,t)&=f(t),&&t>0,&&{\text{la condición de Neumann en el extremo izquierdo del dominio que describe el flujo de calor aplicado}},&&\\u{\big (}s(t),t{\big )}&=0,&&t>0,&&{\text{la condición de Dirichlet en la interfase líquido-hielo: fijando la temperatura de fusión/congelamiento}},\\{\frac {\mathrm {d} s}{\mathrm {d} t}}&=-{\frac {\partial u}{\partial x}}{\big (}s(t),t{\big )},&&t>0,&&{\text{la condición de Stefan}},\\u(x,0)&=0,&&x\geq 0,&&{\text{distribución inicial de temperatura}},\\s(0)&=0,&&&&{\text{longitud de la zona inicial de hielo derretido}}.\end{aligned}}}